# Воевода (корвет)
Воевода — 11-пушечный парусно-винтовой корвет Российского Императорского флота типа «Боярин» («Боярин», «Новик», «Медведь», «Посадник», «Гридень», «Воевода», «Вол», «Рында», «Зубр», «Рысь», «Удав», «Буйвол», «Вепрь», «Волк»). Предназначался для разведки, патрульной службы и проведения совместных операция с клиперами.

## Строительство
Винтовой корвет «Воевода» заложен 9 (21) октября 1855 года на верфи Охтенского адмиралтейства в Санкт-Петербурге. Корабельный строитель — поручик корпуса корабельных инженеров А. А. Иващенко. Наблюдающим за постройкой был поставлен адъютант генерал-адмирала Великого князя Константина Николаевича капитан 2-го ранга И. А. Шестаков. В 1856 году капитан-лейтенант Ф. Я. Брюммер назначен командиром корвета, 17 июля этого же года корабль был спущен на воду, и прошёл вооружение под руководством Ф. Я. Брюммера.

## Конструкция
«Воевода» являлся трёхмачтовым парусно-винтовым корветом. Корпус был набран из дуба, с частичным применением лиственницы и сосны. Длина между перпендикулярами 49,78 метра (163 фута 4 дюйма), ширина без обшивки 9,73 метра (31 фут 11 дюймов), в других источниках с обшивкой. Водоизмещение составляло 885 тонн. Осадка ахтерштевнем 4,26 метра (14 футов), форштевнем 3,76 метра (12 футов 4½ дюйма). Стоимость постройки корпуса равнялась 123949 рублям 19½ копейки. Корабль был оборудован опреснительной машиной. Мощность паровой машины высокого давления, изготовленной в «Гальванопластическом и литейном заводе» Санкт-Петербурга, составляла 200 нарицательных л. с. приводил в движение один подъёмный винт фиксированного шага. Цена машины с котлами равнялась 50000 рублям. Корвет под парами развивал скорость до 7 ~ 8,5 узлов, под парусами до 12 узлов. На вооружении корвета стояли одиннадцать орудий — десять 36-фунтовых пушек № 3 и одна 36-фунтовая пушка № 1. В 1861 году, во время ремонта в Бресте были сняты два баковых орудия и перенесены в кубрик к грот-мачте, что позволило повысить остойчивость во время килевой качки. К 1866 году все орудия были замены на 60-фунтовые пушки № 2, позже вооружение вновь сменилось — осталась одна 60-фунтовая пушка № 2, к которой добавились четыре 8-фунтовые пушки. С 1876 года вооружение состояло из четырёх 8-фунтовых заряжаемых с дула орудий и одной 4-фунтовой нарезной заряжаемой с дула пушки. Экипаж корвета составляли 14 офицеров и 159 нижних чинов, по другим данным — 17 офицеров и 134 нижних чина.
Корветы отечественной постройки типа «Боярин» не уступали кораблям корветского ранга по характеристикам и качеству зарубежной постройки. Во время докования «Воеводы» в Бресте «Французские инженеры восхищались образованием его подводной части…».

## Служба

### 1857 год
19 сентября (1 октября) 1857 года корвет «Воевода» под командованием капитан-лейтенанта Ф. Я. Брюммера вышел из Кронштадта в составе 1-го Амурского отряда капитана 1-го ранга Д. И. Кузнецова. В отряд вошли корветы «Воевода», «Новик» (капитан-лейтенант Стааль 2-й) и «Боярин» (капитан 2-го ранга Гревенс), клипера «Джигит» (капитан-лейтенант Г. Г. Майдель), «Пластун» (капитан-лейтенант Мацкевич) и «Стрелок» (капитан-лейтенант И. И. Федорович) и транспорт Российско-Американской компании «Император Николай I». Штаб Д. И. Кузнецова располагался на «Воеводе» (секретарь начальника отряда, коллежский асессор барон А. Е. Врангель, дежурный штаб-офицер лейтенант Давыдов, старший штурманский офицер подпоручик Казаков).

### 1858 год
Во время перехода из Кронштадта в Копенгаген корпус корвета дал течь. Ремонты в Копенгагене и Шербурге результатов не дали. Поэтому корабль перешёл в Брест, где в доке сняли часть медной обшивки днища и выяснили, что были пропущены несколько дыр. Во время ремонта они были заделаны, а также были забиты нагели в стыки киля и проконопачены, затем днище было обито медью на войлоке. После вывода «Воеводы» на воду течь возобновилась, и корабль вернулся в Брест. По причине долгого исправления дефектов, Д. И. Кузнецов перенёс свой штаб на корвет «Боярин», и 15 (27) января 1858 года отряд отправился к мысу Доброй Надежды, где было назначено место встречи. 16 числа «Воевода» вторично был поставлен в док. Чтобы увидеть место течи корабль наполнили водой на 41 дюйм (примерно 1 метр) и выяснили, что текут килевые болты, также течь была между килем и резен-килем, болты связывающие кормовую раму были меньше диаметра сквозных отверстий, также были найдены две фальш-дыры, одна — в кормовой части диаметром ¼ дюйма, и вторая — в ахтерштевне глубиною в 2 фута. Ремонтные работы возглавил корабельный инженер де-Робер. Также были перенесены штульцы наверх и в сторону кормы, чтобы не повредить забортные трубы. После исправлений, с 9 по 15 февраля были проведены ходовые испытания. С 18 февраля «Воевода» продолжил переход самостоятельно. Достигнув 28 апреля (10 мая) 1858 года Саймонс-Бэй на мысе Доброй Надежды, «Воевода» застал там на рейде только клипер «Пластун». После пополнения запасов, корабли покинули рейд 25 мая, планируя пройти Индийский океан по дуге Великого Круга, но из-за усилившейся течи на «Пластуне», пошли по параллели 37° 30'. Обогнув острова Амстердам и Святого Павла, 6 июля они встретили транспорт «Японец», совершавший свой переход к устью Амура из Нью-Йорка.
В Де-Кастри «Воевода» прибыл 7 (19) сентября 1858 года, тем самым завершив свой переход за 201 день по маршруту: Кронштадт (19.09.1857) — Свеаборг (21-23.09.1857) — Копенгаген (30.09-12.10.1857) — Шербург (24.10-26.11.1857) — Брест (04.12.1857-18.02.1858) — Санта-Крус-де-Тенерифе (27-28.02.1858) — Порто-Прая (07-11.03.1858) — Саймонс-бэй (Мыс Доброй Надежды) (28.04-25.05.1858) — Сингапур (14-23.07.1858) — Гонконг (02-05.08.1858) — Шанхай (14-21.08.1858) — Де-Кастри (7.09.1858).
Из Де-Кастри капитан-лейтенант Ф. Я. Брюммер вернулся на Балтику, а на посту командира корвета его сменил старший офицер лейтенант П. К. Матвеев.
В ходе плаваний 1858 года с корвета были сделаны несколько географических открытий: недалеко от мыса Рудановского (залив Святого Владимира) открыта банка, названая по фамилии штурмана корабля прапорщика КФШ Д. П. Арцыбашева. Ещё одна банка открыта в северо-западной части Японского моря, её назвали в честь своего корабля. Обследовав реки, впадающие в Уссурийский и Амурский заливы, корабль пришёл в конце сентября в залив Де-Кастри (ныне залив Чихачева).

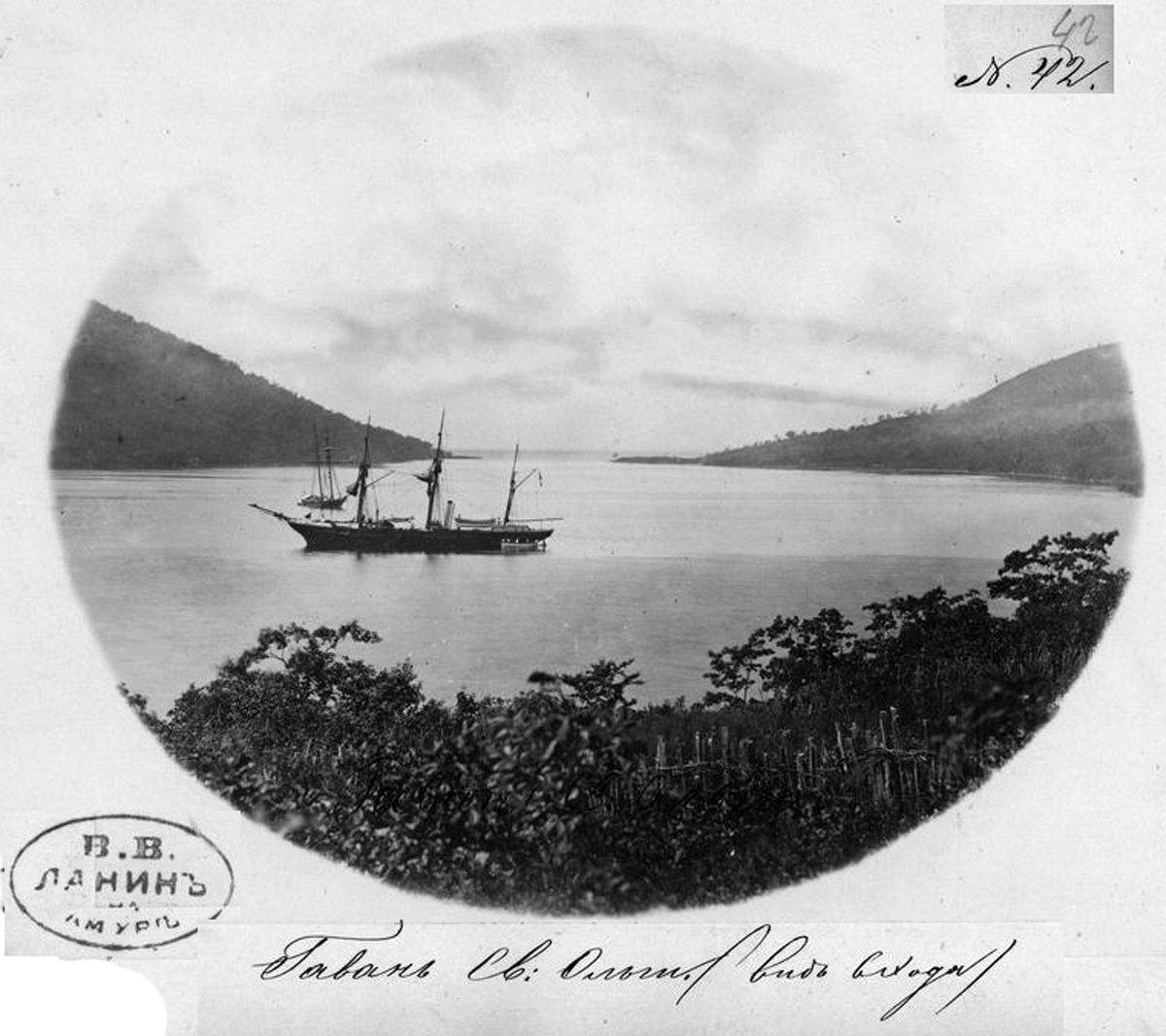
Залив Святой Ольги в 1870 году, фото В. В. Ланина

17 октября «Воевода» начал переход в залив Святого Владимира на зимовку, но из-за местных тяжёлых условий, перешёл оттуда к гавани Тихая Пристань в заливе Святой Ольги. Здесь экипаж корвета помог командиру транспорта «Байкал», также зимовавшему в гавани, лейтенанту Н. К. Дерперу основать на берегу военный пост. Экипажи обоих кораблей провели обследование и опись окрестностей залива.

### 1859 год
В апреле, окончив зимовку, корвет отправился через бухту Святого Владимира в Де-Кастри, по пути шторм заставил укрыться в Императорской Гавани (ныне Советская Гавань), затем в посту Дуэ. 
3 (15) июня 1859 года «Воевода» вошёл в состав эскадры Генерал-губернатора Восточной Сибири графа Н. Н. Муравьёва-Амурского, и с 5 июня сопровождал пароходо-корвет «Америка» с миссией графа Н. Н. Муравьёва-Амурского и его чиновника по особым поручениям подполковника Д. И. Романова в Японию и империю Цин. Помимо «Воеводы» в отряд сопровождения вошли: корвет «Боярин», клипера «Стрелок» и «Пластун», транспорт «Японец». По пути к отряду присоединился клипер «Джигит». Первым пунктом захода был Хакодате. Из Хакодате корабли двумя группами отправились к Южным гаваням Приморья, описывая бухты и заливы и производя съёмку береговой линии. Во время перехода к отряду присоединился транспорт «Манджур» с экспедицией В. М. Бабкина. «Америка» и «Воевода» отправились в Новгородскую гавань (ныне залив Посьета) раньше других кораблей, чтобы помочь экспедиции К. Ф. Будогосского. Вечером 19 июня корабли впервые вошли и бросили якорь во внутренней бухте Новгородской гавани. На следующий день подошли остальные корабли отряда. Несколько дней экипажи всех кораблей производили промер глубин у входа в гавань, и вели наблюдения за приливами и отливами. К. Ф. Будогоский был послан в Пекин к генерал-майору Н. П. Игнатьеву для переговоров с властями империи Цин с новыми сведениями о пограничной линии определенной Айгунским договором. 25 июня (7 июля) 1859 года корабли ушли из залива в Цин. После визита в Цин, граф Н. Н. Муравьёв-Амурский, предполагая решить «сахалинскую проблему», вновь отправился в Японию на «Америке». В сопровождении были: фрегат «Аскольд», корветы «Воевода», «Рында», «Гридень», «Новик», клиперы «Пластун» и «Джигит». Отряд прибыл на рейд Эдо (ныне Токио) 5 (17) августа 1859 года. 23 августа «Воевода» получил предписание идти в Николаевск через Хакодате (01-07.09.1859), в Николаевск корвет пришёл 28 сентября. Зимовку 1859-1860 года «Воевода» провёл на Амуре близ Николаевска.

### 1860 год
«Воевода» начал кампанию 26 мая (7 июня) 1860 года, включён в состав эскадры русских кораблей под командованием капитана 1-го ранга И. Ф. Лихачева совместно с «Боярином» и «Опричником». 14 июня «Воевода» начал переход в Печелийский залив, по пути  доставив снабжение в Сахалинские посты и нашего консула в Нагасаки. К отряду корвет присоединился в Печелийском заливе 12 августа. К тому моменту на корабле была эпидемия дизентерии, лихорадки и цинги, поэтому несколько больных, в том числе одного тяжелобольного, отправили в Нагасаки для поправки здоровья. К сожалению, матрос Иван Глазов умер там от сердечной болезни. К 28 июля эскадра покинула рейд, оставив там фрегат «Светлана» и клипер «Опричник». По распоряжению И. Ф. Лихачева «Воевода» отправился в южные гавани Приморья. На переходе, 8-10 сентября от шторма корвет получил повреждения: треснула грот-стеньга, снесло шкафутные стыки, сломало выстрел, были повреждены баркас и четвёрка. Поэтому П. К. Матвеев, недавно получивший звание капитан-лейтенанта, вынужден идти в Нагасаки, куда прибыл 12 сентября. Из Нагасаки корвет отправился в залив Посьета только 18 сентября. 28 сентября «Воевода» бросил якорь в Новгородской бухте — внутренняя гавань залива Посьета. 2 октября начал переход к Тихой Пристани, по пути зайдя в бухту Новик и Владивосток. 27 октября на корвет погрузили провизию с «Японца», и начали приготовления для перехода от Тихой Пристани к Хакодате, куда отправились 3 ноября. От Хакодате перешёл к Нагасаки, где начались первые приготовления к предстоящему переходу на Балтику.

### 1861 год
1 (13) января 1861 года «Воевода» из Нагасаки начал переход к Шанхаю. 15 (27) января 1861 года «Воевода», совместно с «Боярином» и «Джигитом» под брейд-вымпелом капитан-лейтенанта барона Г. Г. Майделя, начал переход обратно на Балтику через Мыс Доброй Надежды. В Кронштадт корвет  прибыл 14 (26) августа 1861 года. 19 августа Главный командир Кронштадтского порта вице-адмирал Ф. М. Новосильский устроил смотр кораблям — «Воеводе», «Боярину» и «Джигиту». А на 16 число назначил парусное ученье, после чего провёл артиллерийское ученье.

### Дальнейшая служба
В 1865—1866 годах подвергся тимберовке в Кронштадте.
В 1871 году «Воевода» ходил к Нью-Йорку. На переходе от острова Святой Елены 8 (20) мая 1871 года умер от воспаления легких матрос Кирилл Иванов. В самом Нью-Йорке 20 октября (1 ноября) 1871 года умер от дизентерии лейтенант Михаил Владимирович Десятов. Его похоронили на кладбище морских офицеров США.
По возвращении с Тихого океана на Балтику «Воевода» был перечислен в состав учебных судов Морского корпуса.
Приказом генерал-адмирала № 16 от 16 февраля 1885 года корвет «Воевода», корвет «Варяг», клипер «Изумруд», клипер «Гайдамак» и парусный транспорт (бывший корвет) «Гиляк» были сданы к Кронштадтскому порту. Корвет исключён из списков Российского императорского флота 23 июня (5 июля) 1887 года по непригодности к дальнейшей службе.

## Известные люди служившие на корабле

### Командиры
- 1856 — 06.07.1859[43] — капитан-лейтенант Брюммер, Фёдор Яковлевич
- ???? — ???? лейтенант, с лета 1860 года капитан-лейтенант Матвеев, Пётр Кузьмич
- 01.01.1867 — 17.01.1872 — капитан 2-го ранга (с 01.01.1870 капитан 1-го ранга) Киселёв, Василий Михайлович
- 17.01.1872 — хх.хх.1882 — капитан 2-го ранга (с 01.01.1875 капитан 1-го ранга) Давыдов, Владимир Алексеевич
- хх.хх.1882 — хх.хх.1885 — капитан 1-го ранга Дек, Пётр Карлович

### Другие должности
- 1857 — ???? старший офицер лейтенант П. К. Матвеев
- 1857 — ???? лейтенант Коскуль
- 1857 — ???? лейтенант Карстенсон
- 1857 — ???? мичман Литке 2-й
- 1857 — ???? мичман Березин
- 1857 — ???? мичман Арент
- 1857 — ???? корпуса морской артиллерии прапорщик Крюссер
- 1857 — ???? корпуса флотских штурманов прапорщик Н. С. Васильев
- 1857 — ???? корпуса флотских штурманов прапорщик Д. П. Арцыбашев
- 1857 — ???? корпуса флотских штурманов прапорщик Кузьмин 2-й
- 1857 — ???? вольный механик Стронг
- 1857 — ???? судовой врач Софроницкий
- 16.10.1876 — ???? старший офицер Н. Н. Ломен
- 1857—1859 судовой врач П. А. Вульфиус

## Память
- В честь корвета бухта в заливе Петра Великого названы:
  - бухта Воевода (западный берег острова Русский)
  - банка в Японском море у входа в одноименную бухту
  - река Воеводиха, впадающая в бухту Воевода (остров Русский)
  - гора Воеводская на берегу бухты Воевода (остров Русский)
  - банка в северо-западной части Японского моря
- В честь командира корвета «Воевода» капитан-лейтенанта П. К. Матвеева экспедицией подполковника корпуса флотских штурманов В. М. Бабкина 1862—1863 годов на корвете «Калевала» названы:
  - Остров Матвеева — один из островов архипелага Римского-Корсакова
  - Камень Матвеева — камень у входа в бухту Воевода (остров Русский)
  - Мыс Матвеева — северный входной мыс бухты Воевода (остров Русский)